# اعتقال

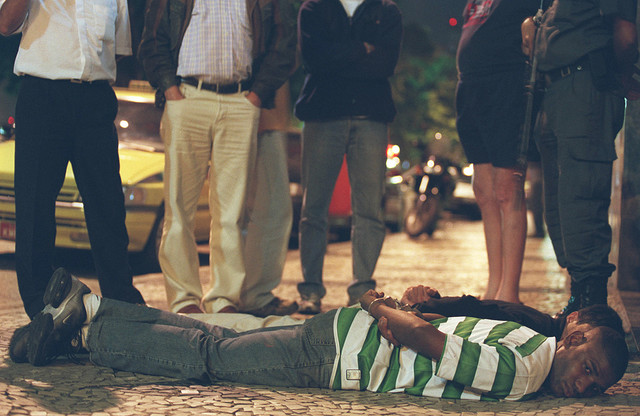
رجال معتقل في ريو دي جانيرو.

الاعتقال هو حرم الناس من حريتهم، عادة فيما يتعلق بالتحقيق أو الوقاية من الجريمة، وبالتالي احتجاز الشخص المعتقل في إجراء كجزء من نظام العدالة الجنائية.